# Пегомастакс
Пегомастакс (лат. Pegomastax africana, от др.-греч. μάσταξ «челюсть») — вид, принадлежащий к семейству гетеродонтозавридов отряда птицетазовых динозавров. Ископаемые остатки пегомастакса, на основании которых описан новый вид, — пегомастакс африканский (P. africana) — обнаружены в нижнеюрских отложениях Южной Африки. Описание вида основано на окаменелых частях костей черепа, которые находятся в южноафриканском музее Изико (экспонат SAM-PK-K10488). Часть черепа включает в себя заднеглазничную кость, а также альвеолярную — несущую зубы — и предзубную клювообразную часть нижней челюсти. Длина тела этого похожего на попугая травоядного животного от клюва до хвоста не превышает 60 сантиметров.